# Gengoroh Tagame

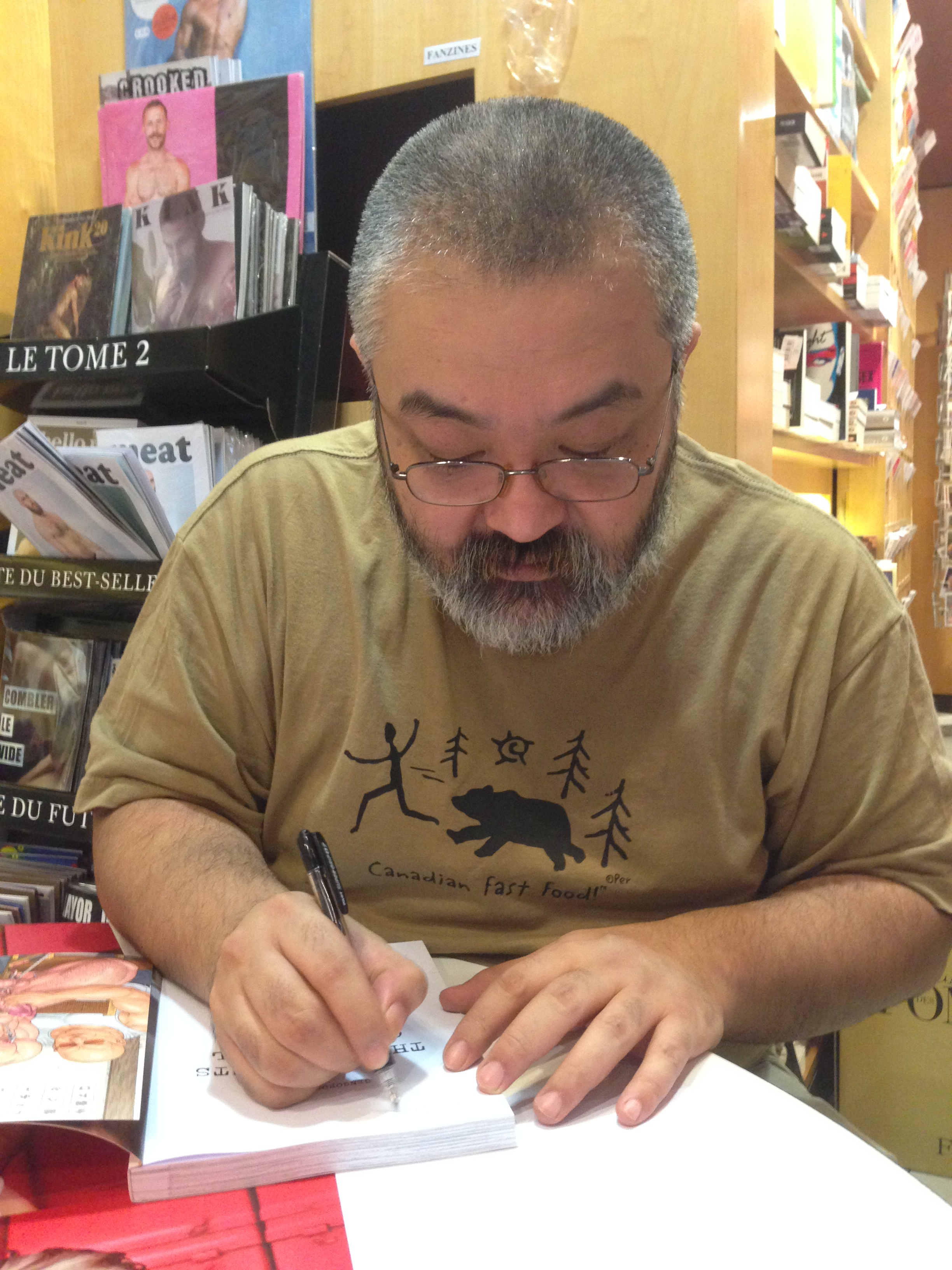
Gengoroh Tagame (2015)

Gengoroh Tagame (jap. 田亀 源五郎; Gengorō Tagame; * 3. Februar 1964) ist ein japanischer Schwulen-Manga-Autor.
Gengoroh Tagame studierte an der Kunsthochschule Tama in Tokio. Seine Werke erzählen Geschichten aus dem schwulen BDSM-Bereich. Seine Figuren sind meist hypermaskulin, oft handelt es sich um Bears. Die Charaktere beinhalten Männer, die körperliche und geistige Unterdrückung erleiden und genießen.
1982 schon als Student veröffentlichte er seine ersten Werke. Den Namen benutzte er jedoch erst seit 1986. Nach einigen Anstellungen, arbeitete er seit 1994 als freischaffender Künstler. Insgesamt veröffentlichte er bisher 19 Comics, alle auf Japanisch. Daneben produzierte er auch ein zweibändiges Buch über schwule japanische Kunst. Seine Werke sind in Ausstellungen in Frankreich und Spanien gezeigt worden.
Wenige seiner Werke sind in europäische Sprachen übersetzt worden. Dazu gehören sein Manga Gunji, das 2005 bei H&O Editions in französischer und 2014 beim Bruno Gmünder Verlag in englischer Übersetzung erschien. Ebenfalls auf Französisch erschienen Arena im Jahr 2006 and Goku im Jahr 2009. Virtus erschien auf Italienisch. 2013 wurde Endless Games vom Bruno Gmünder Verlag auf Englisch publiziert. Dasselbe Haus veröffentlichte Gunji, Fisherman's Lodge (beide 2014) und The Contracts of the Fall (2015) auf Englisch. Bei Carlsen Manga erschienen 2019 alle vier Bände des Manga Der Mann meines Bruders. Bis 2021 erschienen alle drei Bände von Unsere Farben, diese Reihe ist abgeschlossen.